# Bedford HC
Bedford HC este un vehicul comercial ușor produs de Bedford Vehicles între 1938 și 1953. Aproximativ 165.000 de unități ale vehiculului au fost vândute în întreaga lume și a fost destul de popular pentru acea vreme. Vehiculul și-a împărțit trenul de rulare cu seria H Vauxhall 10-4 berlină. Producția de vehicule civile a încetat în timpul celui de-al doilea război mondial, cu vanul HC reintrând în producție pentru o vreme după ostilități. Mai târziu, la HC s-a alăturat Bedford JC, care a fost înlocuit cu PC-ul Bedford cu acoperiș superior, după război. Odată cu sosirea mult mai modernului Bedford CA, computerul învechit de acum a fost în cele din urmă retras.

## Istoric
Motorul original al lui HC era o unitate cu patru cilindri de 1203 cmc, care la momentul respectiv era evaluat la 34,5 CP. În ianuarie 1939 a fost introdusă o versiune de camionetă cu caroserie din lemn numită „Utilitara Vagon”. Sarcina utilă a fost de 5 sau 6 sute lungi (560 sau 670 lb; 250 sau 300 kg). HC a fost cel mai mic vehicul al Bedford la acea vreme și după ce a fost întrerupt în toamna anului 1948, Bedford a rămas în afara segmentului până la introducerea în 1963 a Bedford HA.
De la mijlocul anului 1938, HC a fost asamblat și în Australia, unde a fost comercializat sub numele de Bedford 6cwt Carryall. Era disponibilă o autoutilitară cu acoperiș inferior și uși frontale rotunjite, la fel ca și trei utilități coupé diferite: o livrare deschisă, o livrare la fântână și o livrare cu panouri flare. Motorul a fost neschimbat față de piața britanică. Gama de stiluri de caroserie a fost ulterior mărită la șapte, inclusiv un utilitar roadster (un pickup fără acoperiș).